# Escândalo da Nossa Caixa
O escândalo da Nossa Caixa foi o apelido de um suposto esquema de favorecimento do banco estatal Nossa Caixa, até então o terceiro maior banco público do país, na distribuição de algumas verbas públicas em favor de deputados ligados à base aliada durante o governo de Geraldo Alckmin em São Paulo.

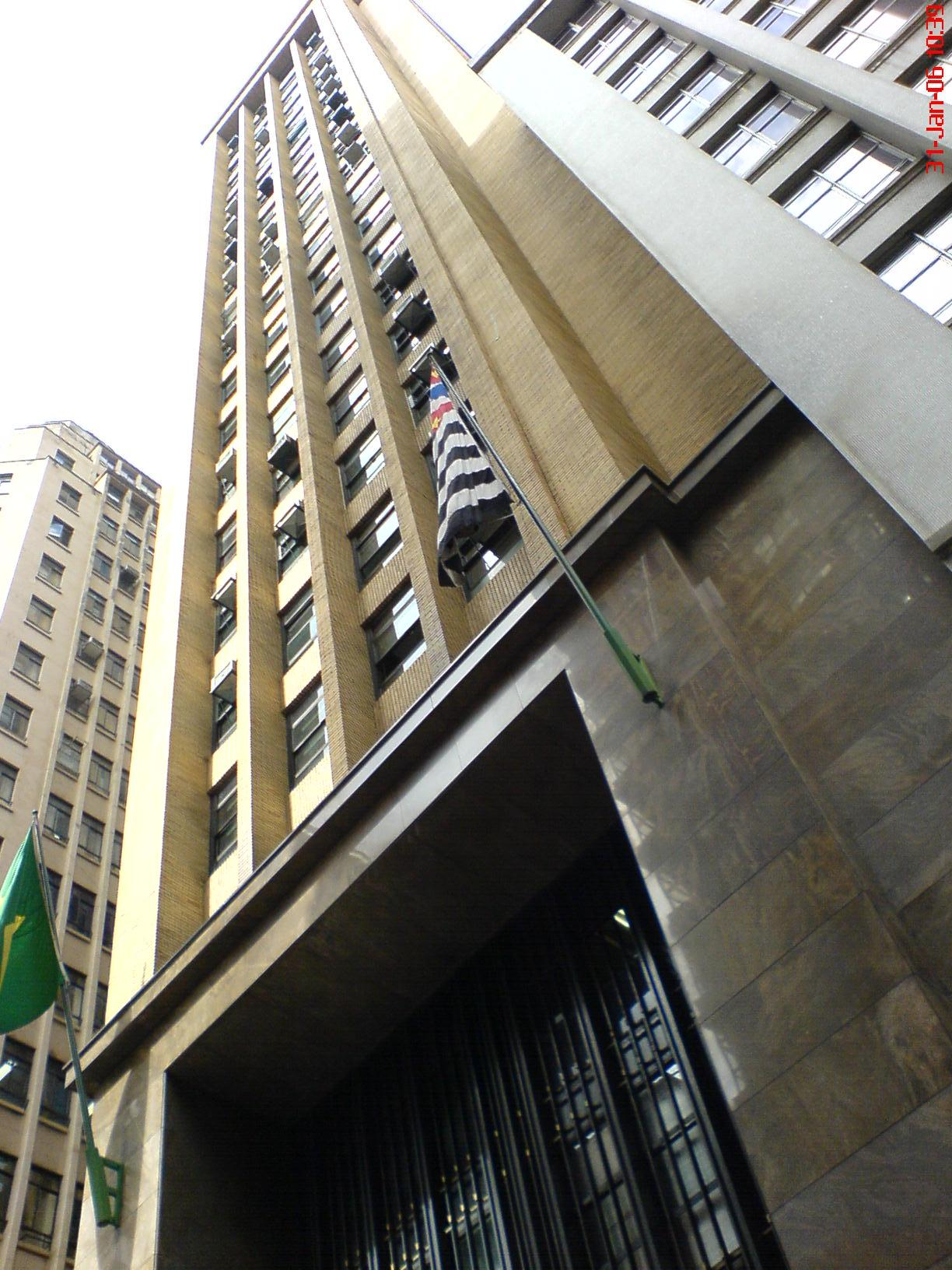
Sede Nossa Caixa

## Denúncia
Em 2005 o Ministério Público do Estado de São Paulo recebeu denúncia anonima sobre irregularidades nas verbas de publicidade do banco Nossa Caixa, onde por um tempo de um ano e seis meses operou com contratos vencidos com duas agencias de publicidade, a Colucci & Associados Propaganda Ltda. e a Full Jazz Comunicação e Propaganda Ltda., no valor de R$ 28 milhões. A denúncia acabou por dar inicio a uma sindicância interna no banco, sob ordens de Carlos Eduardo Monteiro, então presidente da Nossa Caixa, para investigar o erro administrativo. Em uma circular para a diretoria do banco, Carlos Monteiro informa que em 29 de junho de 2005 foi procurado por Jaime de Castro Júnior, então gerente de marketing da Nossa Caixa, que lhe informou de falhas na prorrogação dos contratos em tempo hábil por conta da burocracia legal. O resultado foi o afastamento de Castro e de uma funcionaria e a convocação de um novo edital no valor de R$40 milhões.
O banco após a conclusão da sindicância e o afastamento dos responsáveis, enviou o resultados da sindicância ao Tribunal de Contas Estadual. O banco ainda teria reclamado da politização do assunto no momento.
A denúncia passou a ganhar caráter político após a obtenção de documentos pela Folha de S. Paulo, onde havia indícios que o governo do estado havia interferido no Banco Nossa Caixa em favor de deputados aliados ao governo na Assembleia Legislativa paulista. As verbas eram direcionadas principalmente para financiar anúncios em revistas e jornais dos aliados, como a rede de televisão Rede Vida e a revista Primeira Leitura. A responsabilidade destes contratos recai sobre Jaime de Castro Júnior, o ex-gerente de marketing do banco. Alguns dos deputados beneficiados pela destinação irregular das verbas teriam sido: Wagner Salustiano (PSDB), Geraldo "Bispo Gê" Tenuta (PTB), Afanázio Jazadji (PFL), Vaz de Lima (PSDB) e Edson Ferrarini (PTB).
Com a quebra do sigilo da correspondência de Jaime de Castro Júnior, foi revelado que os pedidos de beneficio haviam partido de Roger Ferreira, então assessor-chefe de comunicação de Geraldo Alckmin, e também assessor da presidência da Nossa Caixa. Geraldo Alckmin exonerou Roger Ferreira após as denúncias, e Roger afirmou que "a comunicação da Nossa Caixa é de inteira responsabilidade da Nossa Caixa".
O então deputado da oposição, Renato Simões, do PT, e seus aliados políticos passaram a insistir em uma CPI mas falharam depois de rejeição por parte da câmara de deputados estaduais do pedido de abertura da CPI feito por Enio Tatto, do PT, e a convocação de quatro pessoas suspeitas de envolvimentos nas fraudes do banco, entre elas Roger Ferreira, pois consideraram a demanda eleitoreira, a oposição por sua vez disse haver uma "operação abafa" no caso. Alckmin, então pré-candidato do PSDB a presidência da república para as eleições de 2006, declarou na ocasião: "Nenhum problema que a Assembleia investigue, chame as pessoas, abra CPI. O governo é absolutamente transparente".
Em dezembro de 2005, o PT tentou impugnar no Supremo a norma que dificulta a criação de comissões de investigação na Assembleia, também sem sucesso na época, apesar que em meados de 2007, já durante o governo de José Serra, conseguiu a aprovação da anulação de alguns dispositivos do Regimento Interno da Assembleia Legislativa paulista, que dificultavam a criação de CPIs.

## A defesa de Alckmin
Alckmin declarou que "O governo é absolutamente transparente" e que não se opunha às investigações. Em entrevista, o ex governador Geraldo Alckmin declarou que os R$ 43 milhões gastos com publicidade sem amparo legal seriam um "erro formal"
A denúncia também foi tida como eleitoreira pela revista Época, devido a sincronia do anuncio da candidatura de Alckmin para presidência e a pressa do PT, seu concorrente político, em abrir uma CPI..

## Repercussões no banco Nossa Caixa
Em 7 de abril de 2006, o PT paulista pediu o afastamento do presidente do banco Nossa Caixa, Carlos Eduardo Monteiro, por improbidade administrativa, protocolando representação na Procuradoria Geral do Estado.
Monteiro, além das suspeitas de beneficiar empresas de mídia pertencentes aos integrantes da base aliada (PSDB-PFL), também era suspeito de participar no desvio de verbas em doação ao programa das padarias artesanais do Fundo de Solidariedade do Estado de São Paulo.